# Chura Kang
Der Chura Kang ist ein Berg im Himalaya-Hauptkamm an der Grenze zwischen Bhutan und dem autonomen Gebiet Tibet in der Volksrepublik China. Der Berg gilt noch als unbestiegen.
Es gibt unterschiedliche Angaben zu seiner Höhe: 6400 m und 6500 m. 5,6 km nordöstlich erhebt sich der ähnlich hohe Bechang Kangri. Nach Westen führt der Himalaya-Hauptkamm zum 6902 m hohen etwa 22 km entfernten Melunghi Kang. Das Gebirgsmassiv des 7538 m hohen Kula Kangri befindet sich knapp 23 km nordnordwestlich. An der Südflanke des Chura Kang erstreckt sich der Chubda-Gletscher. Dieser endet in dem Gletscherrandsee Chubda Tsho, der über den Mela Chhu und Bumthang Chhu abfließt. An der Nordostflanke befindet sich der Bailanggletscher, der den Gletscherrandsee Bailang Tso speist. An der Nordwestflanke befindet sich der Angge-Gletscher. Dieser mündet in den Ngangge-Gletscher, der wiederum in dem Gletscherrandsee Ngangge Tso endet. Die nördlichen Gletscher werden über den Xung Qu, einen rechten Nebenfluss des Lhobrak Chhu entwässert. Die Gletscher haben sich in den letzten Jahren immer mehr zurückgezogen. In der gleichen Zeit wuchsen die Gletscherrandseen.